# Gulviol
Gulviol (Viola lutea) är en violväxtart som beskrevs av William Hudson. Enligt Catalogue of Life ingår Gulviol i släktet violer och familjen violväxter, men enligt Dyntaxa är tillhörigheten istället släktet violer och familjen violväxter. Arten har ej påträffats i Sverige.

## Underarter
Arten delas in i följande underarter:
- V. l. calaminaria
- V. l. guestphalica
- V. l. lutea
- V. l. sudetica

## Bildgalleri

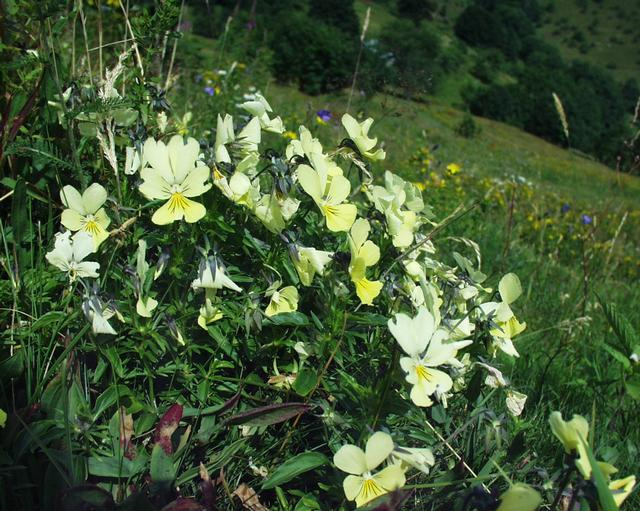
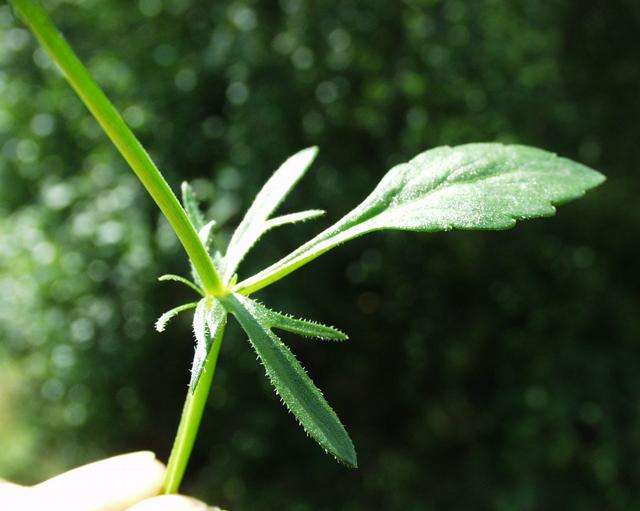
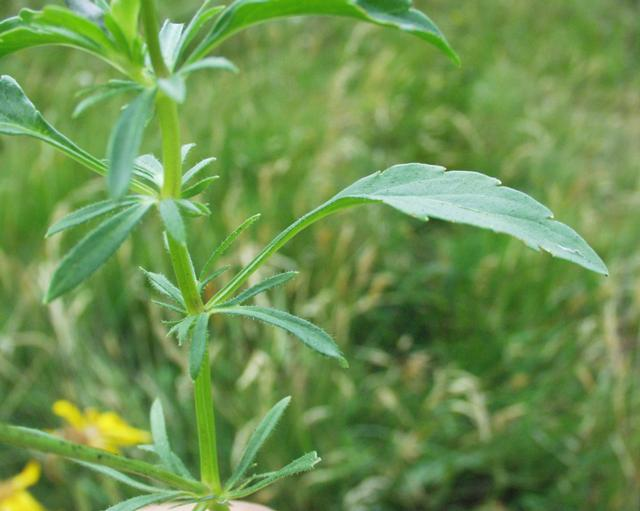
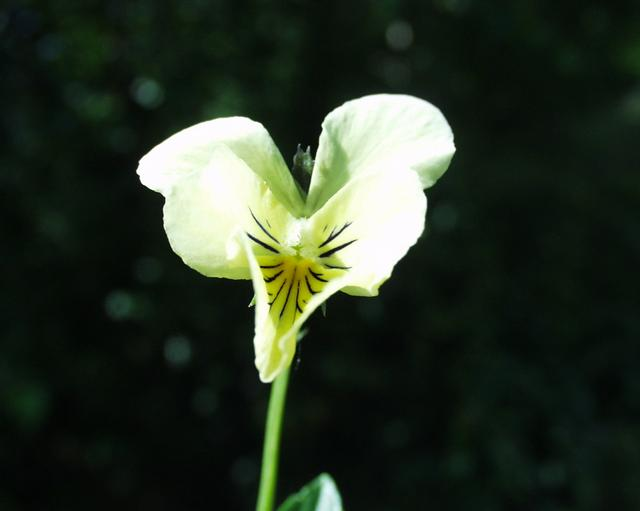
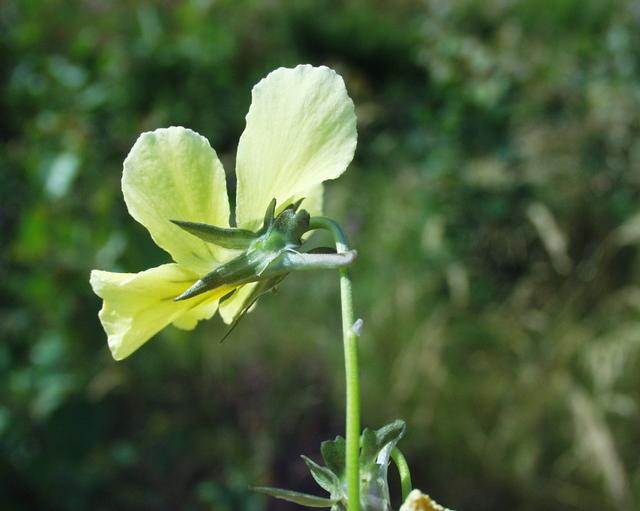
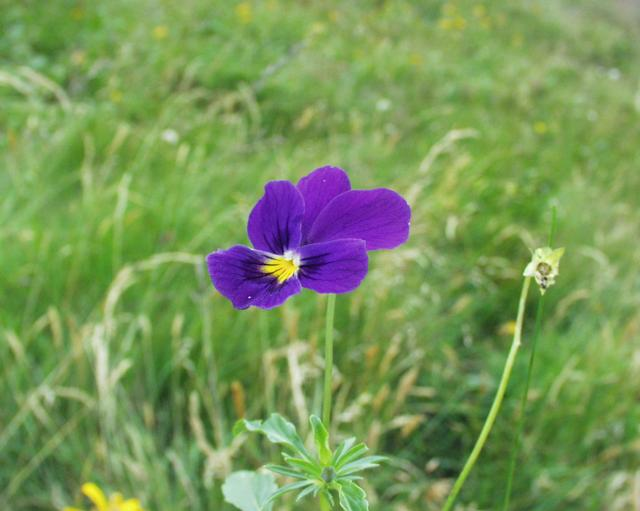